# Vita Vea
Tevita Tuli’aki’ono Tuipulotu Mosese Va’hae Fehoko Faletau „Vita“ Vea (geboren am 5. Februar 1995 in Milpitas, Kalifornien) ist ein US-amerikanischer American-Football-Spieler auf der Position des Nose Tackles für die Tampa Bay Buccaneers. Er spielte College Football für die University of Washington. Mit den Buccaneers gewann Vea den Super Bowl LV.

## College
Vea wurde als Sohn tongaischer Eltern im kalifornischen Milpitas geboren, wo er auch auf die Highschool ging. Dort spielte er als Runningback. Anschließend besuchte er die University of Washington, um für die Washington Huskies als Defensive Lineman zu spielen. Nach einem Jahr als Redshirt wurde er in der Saison 2015 in allen 13 Spielen eingesetzt. Auch als Sophomore bestritt er alle Partien und stand fünfmal von Beginn an auf dem Feld. In der Spielzeit 2017 war Vea Stammspieler und konnte mit seinen Leistungen überzeugen, sodass er in das All-Star-Team der Pacific-12 Conference (Pac-12) gewählt wurde. Zudem gewann er die Auszeichnung als Defensive Player of the Year in der Pac-12 sowie die Morris Trophy für den besten Defensive Lineman in der Pac-12.
Am 1. Januar 2018 gab Vea bekannt, dass er sich für den NFL Draft anmelden werde.

## NFL
Die Tampa Bay Buccaneers wählten Vea im NFL Draft 2018 in der ersten Runde an 12. Stelle aus. Wegen einer Wadenverletzung verpasste er mehrere Wochen der Saisonvorbereitung und gab daher erst am 4. Spieltag sein NFL-Debüt.
Gegen die Atlanta Falcons wurde Vea am 12. Spieltag der Saison 2019 bei einem Spielzug der Offense als Fullback eingesetzt. Dabei fing er mit einem 1-Yard-Pass von Jameis Winston einen Touchdownpass und wurde mit einem Gewicht von 157 Kilo zum schwersten Spieler in der NFL-Geschichte, dem ein Touchdown gelang.
Am 5. Spieltag der Saison 2020 brach sich Vea bei der Partie gegen die Chicago Bears den rechten Knöchel und fiel damit für den Rest der regulären Saison aus. Vor dem NFC Championship Game gegen die Green Bay Packers wurde Vea von der Injured Reserve List in den aktiven Kader aufgenommen. Er zog mit den Buccaneers in den Super Bowl LV ein, den sie gegen die Kansas City Chiefs gewannen.
Vor dem letzten Spieltag der Saison 2021 verlängerte die Buccaneers den Vertrag mit Vea für 73 Millionen Dollar um vier Jahre bis 2026, nachdem sie zuvor im April die Fifth-Year-Option seines Rookievertrages gezogen hatten. Mit vier Sacks stellte er 2021 einen neuen Karrierebestwert auf. Als Ersatz für Aaron Donald wurde Vea in den Pro Bowl gewählt. In der Saison 2022 stellte Vea mit 6,5 Sacks wiederum einen neuen Karrierehöchstwert auf und führte damit auch die Buccaneers in dieser Statistik an.

### NFL-Statistiken
| Saison                             | Saison | Spiele | Spiele      | Tackles | Tackles | Tackles | Tackles | Interceptions | Interceptions | Interceptions | Interceptions | Interceptions | Fumbles | Fumbles | Fumbles |
| Jahr                               | Team   | Spiele | als Starter | Gesamt  | Solo    | Ast     | Sacks   | PD            | INT           | Yds           | Lng           | TD            | FF      | FR      | TD      |
| ---------------------------------- | ------ | ------ | ----------- | ------- | ------- | ------- | ------- | ------------- | ------------- | ------------- | ------------- | ------------- | ------- | ------- | ------- |
| 2018                               | TB     | 13     | 8           | 28      | 21      | 7       | 3,0     | 0             | 0             | 0             | 0             | 0             | 0       | 0       | 0       |
| 2019                               | TB     | 16     | 16          | 35      | 19      | 16      | 2,5     | 3             | 0             | 0             | 0             | 0             | 0       | 0       | 0       |
| 2020                               | TB     | 5      | 5           | 10      | 6       | 4       | 2,0     | 0             | 0             | 0             | 0             | 0             | 0       | 0       | 0       |
| 2021                               | TB     | 16     | 16          | 33      | 22      | 11      | 4,0     | 3             | 0             | 0             | 0             | 0             | 0       | 1       | 0       |
| 2022                               | TB     | 14     | 14          | 31      | 15      | 16      | 6,5     | 0             | 0             | 0             | 0             | 0             | 1       | 1       | 0       |
| 2023                               | TB     | 15     | 15          | 43      | 28      | 15      | 5,5     | 0             | 0             | 0             | 0             | 0             | 2       | 0       | 0       |
| 2024                               | TB     | 16     | 16          | 42      | 27      | 15      | 7,0     | 1             | 0             | 0             | 0             | 0             | 0       | 0       | 0       |
| Gesamt                             | Gesamt | 95     | 90          | 222     | 138     | 84      | 30,5    | 7             | 0             | 0             | 0             | 0             | 1       | 2       | 0       |
| Quelle: pro-football-reference.com |        |        |             |         |         |         |         |               |               |               |               |               |         |         |         |